# Leóni Nemzetközi Hőlégballon-fesztivál
A Nemzetközi Hőlégballon-fesztivál (spanyolul: Festival Internacional del Globo) a mexikói León városának leghíresebb rendezvénye. A világ három legjelentősebb olyan fesztiváljának egyike, ahol levegőnél könnyebb alkalmatosságok emelkednek a levegőbe.
A többnapos fesztivált, amelynek helyszíne a Parque Ecológico Metropolitano, 2002 óta rendezik meg minden évben annak emlékére, hogy 1842-ben a guanajuatói Benito León Acosta y Rubí de Celis egy saját készítésű ballonnal a levegőbe emelkedett, így pedig az első mexikói repülő emberré vált. A rendezvény első évében még csak 27 ballon volt jelen, ám a későbbi alkalmakra számuk megnőtt (2016-ban már 200-an voltak), ahogy a látogatók száma is: ma már minden évben százezres nagyságrendű érdeklődő érkezik ide számos különböző országból.
A számos színes ballon között olyanok is megtalálhatók, amelyek híres filmek vagy rajzfilmek szereplőit formázzák meg, például Darth Vadert, Disney-figurákat, Spongyabobot vagy az Angry Birds mérges madarait. Az időjárás függvényében esténként 18 órától kezdve megrendezik az úgynevezett noche mágicákat, amelyek során a földhöz horgonyzott, de a levegőben szálló ballonokat zenei kísérettel színes fényekkel világítják meg. A fesztivált egyéb kísérőprogramok, például koncertek is szokták színesíteni.

## Képek

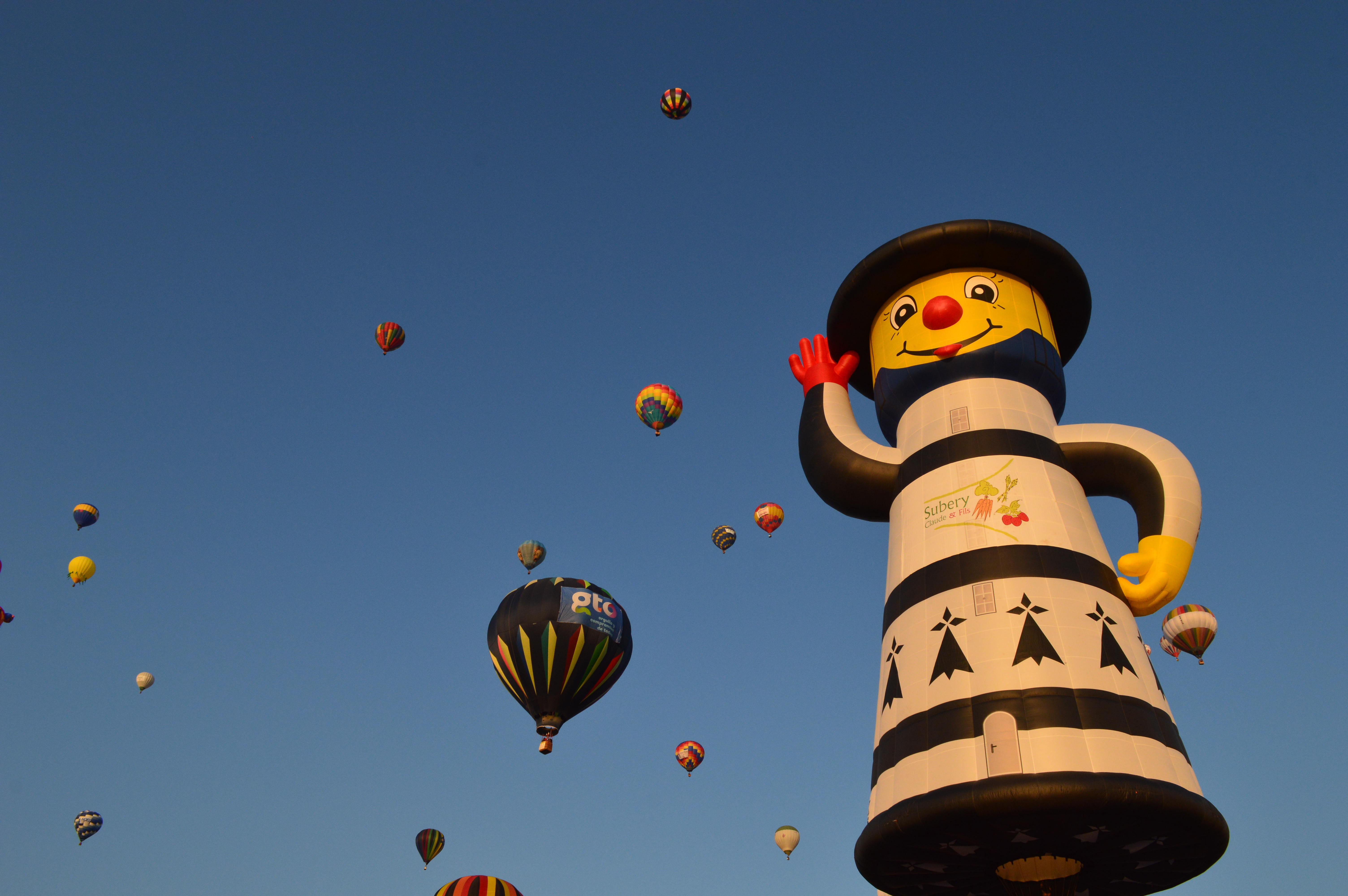
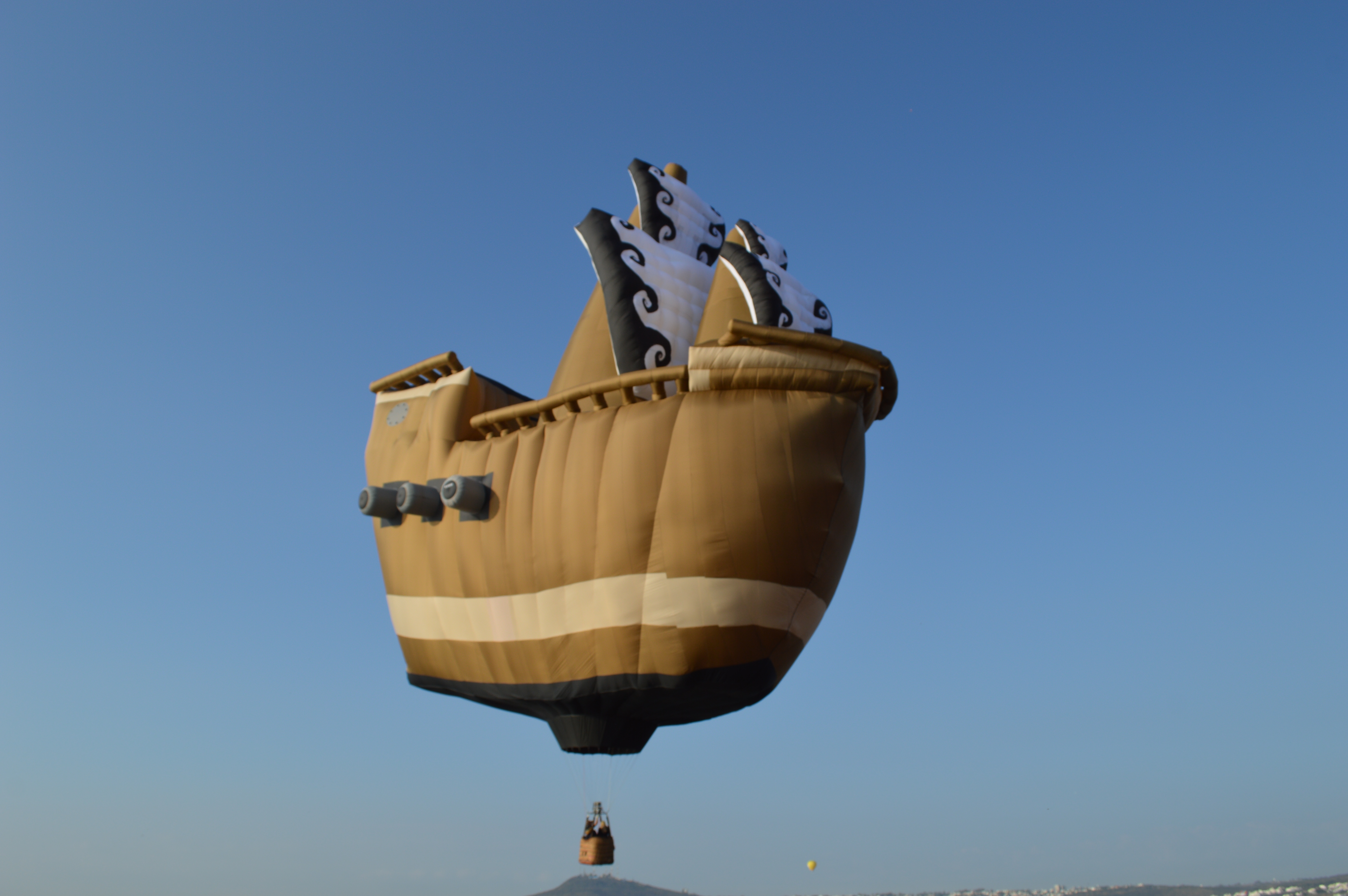
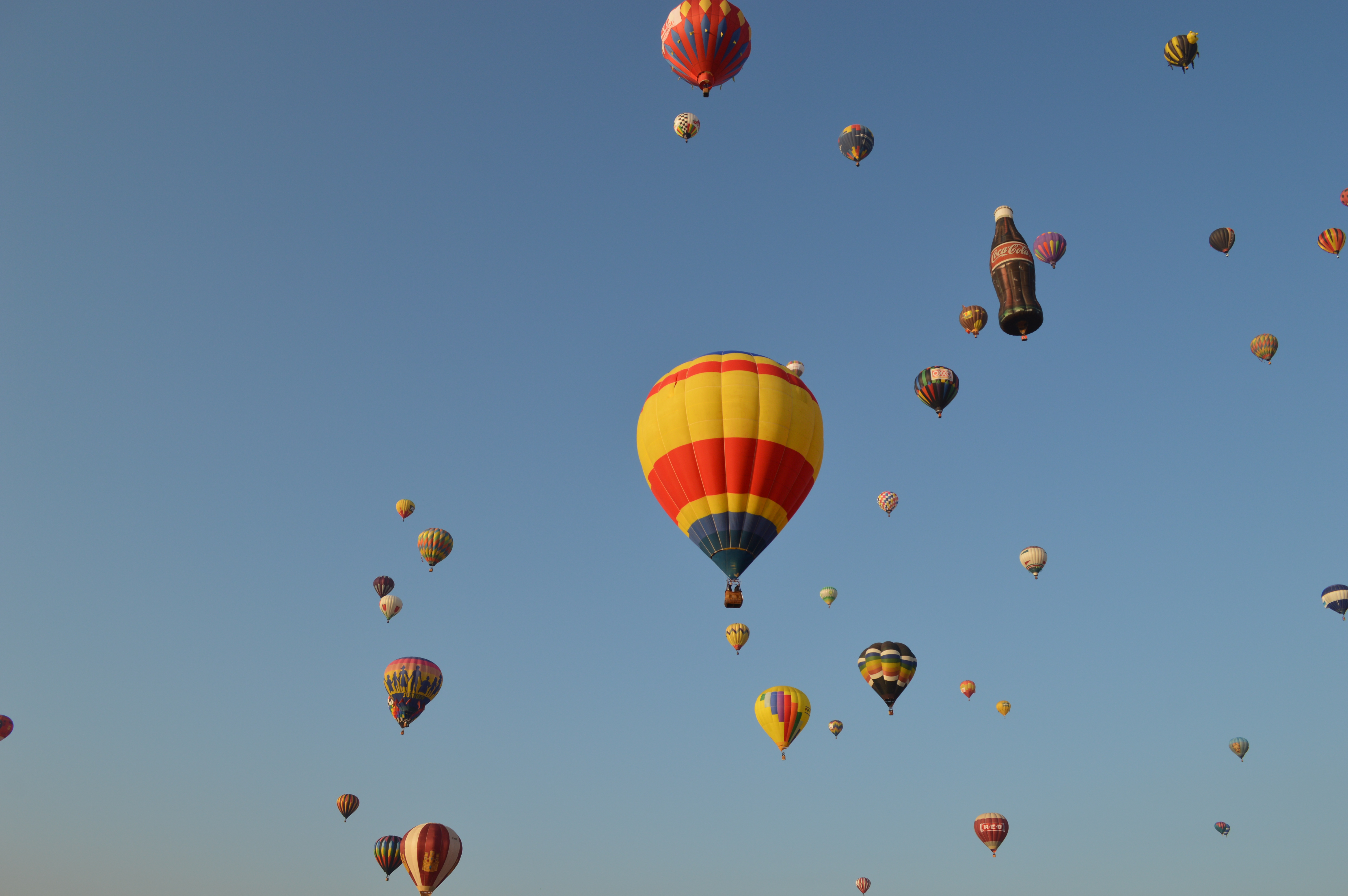